# Lúcio Valério Flaco (pretor em 63 a.C.)
Lúcio Valério Flaco (em latim: Lucius Valerius Flaccus; m. 54 a.C.) foi um político romano eleito pretor em 63 a.C.. Ele era filho de Lúcio Valério Flaco, cônsul sufecto em 86 a.C. e procônsul da Ásia por volta de 92 a.C., e sobrinho de Caio Valério Flaco, cônsul em 93 a.C.. 

## Carreira
Serviu na Ásia com seu pai, mas fugiu para junto de seu tio, que estava na Gália, quando ele foi assassinado por Caio Flávio Fímbria (82-81 a.C.). Depois, serviu como tribuno militar na Cilícia (78-76 a.C.) sob Públio Servílio Vácia e questor na Hispânia sob Marco Púpio Pisão. Durante a Segunda Guerra Mitridática, seviu como legado de Pompeu (66-64 a.C.). Foi ainda legado de Quinto Cecílio Metelo Crético em Creta e, depois de ser pretor urbano com Cícero durante a Conspiração de Catilina (63 a.C.), seguiu os passos de seu pai como governador romano da Ásia (propretor) entre 62 e 61 a.C.. Dois anos depois, foi acusado de extorsão, mas Cícero o defendeu num discurso. O último registro de Flaco na história foi como legado de Lúcio Calpúrnio Pisão Cesonino na Macedônia entre 57 e 56 a.C..